# Firewatch
Firewatch és un videojoc d'aventura i misteri en primera persona desenvolupat per Campo Santo i produït per Campo Santo i Panic. El joc va ser llançat el febrer de 2016 per a Microsoft Windows, OS X, Linux, i PlayStation 4 i Xbox One.
La història gira entorn a un vigilant d'incendis Forestals Nacional Shoshone anomenat Henry, durant el 1989, després dels incendis de Parc Nacional de Yellowstone de 1988. Un mes després del seu primer dia de feina, algunes coses estranyes li succeeixen a ell i a la seva supervisora Delilah, fet que es connecta amb un misteri que va succeir al parc fa anys. En Henry interactua amb la Delilah usant un walkie-talkie, on el jugador pot triar entre diferents diàlegs per comunicar-se. Els seus intercanvis amb la Delilah informend el procés pel qual es desenvolupa la seva relació. El joc va ser dirigit per Olly Moss i Sean Vanaman, escrit per Chris Rem, Jake Rodkin, Moss i Vanaman, i produït per Gabe McGill i l'artista Jane Ng. L'entorn del joc va ser modelat per Ng, basat en una sola pintura de Moss. El disseny s'inspira en els anuncis del New Deal pel Servei de Parcs Nacionals i en les investigacions de camp realitzades al Parc Nacional de Yosemite.
El joc va rebre crítiques generalment positives, guanyant elogis per la seva història, personatges, diàleg i estil visual, tot i que la presència de problemes tècnics i el final del joc van rebre algunes crítiques. Firewatch va guanyar el premi a la Millor Experiència Visual 3D en els Premis Unity 2016, Millor Joc Indie als Premis Joystick d'Or 2016, Millor Narrativa en els Premis de la Selecció de Desenvolupadors de Jocs 2017 i Joc de Debut en els Premis de l'Acadèmia britànica de 2017. A finals de 2016, el joc havia venut més d'un milió de còpies. Una pel·lícula basada en el joc està sent desenvolupada per Campo Santo i Good Universe.

## Trama
El 1989, després de l'incendi de Yellowstone de 1988, en Henry agafa una feina de vigilant del Bosc Nacional Shoshone, després que la seva dona Julia desenvolupi un Alzheimer prematur. El primer dia, la seva supervisora Delilah el contacta a través del walkie-talkie i li demana que investigui unsfocs artificials il·legals en un llac proper. Allà detecta unes noies adolescents nedant nues, que l'acusen de ser un "vell tafaner pervertit". En el camí de retorn troba una cova tancada (la Cova 452) i veu una figura que es mou en la foscor. Quan arriba a la torre de vigilància, en Henry descobreix que ha estat saquejada. L'endemà, la Delilah l'envia a una línia de comunicació abatuda. Es troba un cable tallat, juntament amb un missatge de les noies. Ell i la Delilah planegen espantar-les, però en Henry troba el seu campament abandonat i estripat.
En Henry troba una motxilla amb cordes i una càmera d'un sol ús pertanyent a un noi anomenat Brian Goodwin, i la Delilah li explica que era fill d'en Ned, un antic vigilant. Brian s'havia quedat il·lícitament amb el seu pare, i encara que la Delilah ho sabia, va mantenir aquest fet ocult als seus superiors. Temps després, tant en Brian com en Ned van desaparèixer sense deixar rastre. La trama continua quan les adolescents de l'estany són reportades com a desaparegudes. Més tard, en Henry descobreix una ràdio i un porta-retalls amb transcripcions de les seves converses amb la Delilah. De sobte, ell és estabornit i la ràdio i el portapapers desapareixen. Poc després, en Henry procedeix a irrompre en una àrea d'investigació del govern i descobreix equips de vigilància i informes mecanografiats que detallen les vides i les converses d'ell i de la Delilah. Després d'agafar un dispositiu de seguiment, en Henry se'n va de el lloc i, mentre retrocedeix, s'adona que l'àrea d'investigació acaba de ser incendiada. Més tard, usant el dispositiu de rastreig, troba una motxilla amb les claus de la cova 452 (Cova per la qual es passa el primer dia de el joc). La Delilah informa que hi ha algú a la torre de vigilància d'en Henry, pensant-se que era ell. en Henry troba un Walkman amb converses incriminatòries d'ell i la Delilah, que sembla que hagin conspirat per cremar el complex.
En Henry entra a la cova 452 i algú en tanca la porta poc després. Escapa per una altra sortida i descobreix un lloc usat per en Brian per escapar del seu pare. En Henry entra més profundament ala cova amb l'equip d'escalada trobat a l'anterior campament i descobreix el cadàver d'en Brian en el fons d'una cova, estirat sota les roques. La Delilah està molesta, culpant-se per permetre que en Brian es quedes. L'endemà, dos incendis creixen incontrolablement i una ordre d'evacuació d'emergència es dona a tots els vigilants. Mentre en Henry es prepara per anar-se'n, el dispositiu de rastreig comença a sonar. Segueix el senyal del dispositiu de rastreig a una cinta de casset d'en Ned, que afirma que la mort del seu fill va ser a causa de la seva inexperiència escalant. No volent tornar a la societat, en Ned admet estar vivint al parc, i aconsella a en Henry no seguir-lo, així com haver estat escoltant les converses d'ell amb la Delilahy per entretenir-se després d'haver-se quedat sense llibres. en Henry troba el campament d'en Ned amb articles de les torres de vigilància, del campament d'investigació i de les adolescents, sobre les quals la Delilah confirma que finalment van aparèixer sanes i salves. L'àrea d'investigació finalment resulta ser un camp d'investigació del govern sobre la fauna salvatge. La Delilah informa que un helicòpter de rescat els està esperant al Mirador de Thorofare (la Torre de Delilah) i ell camina fins allà per trobar-se que la Delilah ja ha marxat, després d'haver pres un altre helicòpter. Usant l'equip de ràdio, ell la contacta una última vegada i li pregunta quan la veurà de nou. Ella li diu que torni amb la seva dona i en Henry puja a un helicòpter rumb a casa.